# Паливні гранули

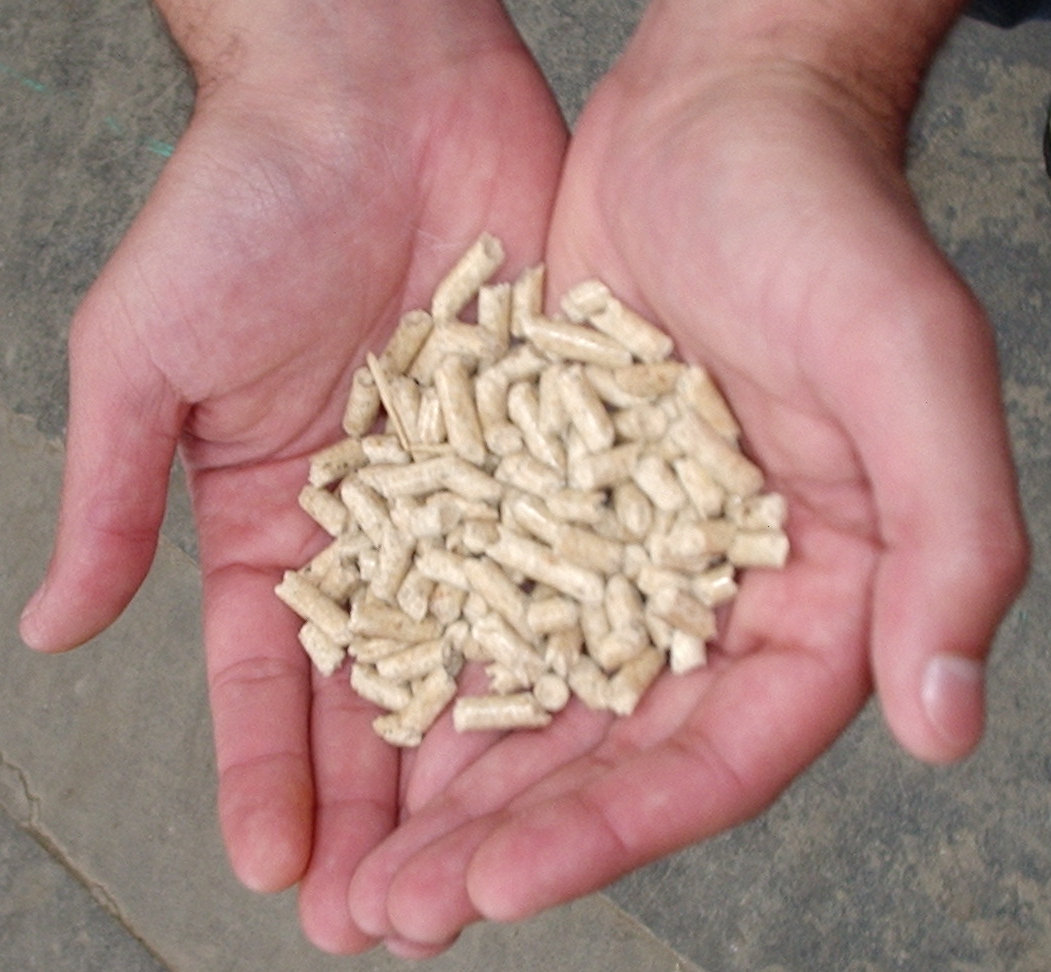
Паливні гранули з деревних відходів

Паливні вуглемасляні гранули

Па́ливні гра́нули (пеле́ти, пеллети) — біопаливо, яке отримують із торфу, деревних відходів і відходів сільського господарства або з вугілля. Є гранулами циліндричної форми стандартних розмірів.

## Сировина для виробництва
Сировиною для виробництва гранул можуть бути торф, деревні відходи: кора, тирса, тріска й інші відходи лісозаготівлі, а також відходи сільського господарства: відходи кукурудзи, соломи, відходи круп'яного виробництва, лушпиння соняшника тощо.

## Технологія виробництва
Виробництво гранул почалося в 1947 році. Сировина (тирса, кора тощо) надходить у дробильну машину, де подрібнюється до стану борошна. Отримана маса надходить у сушарку, з неї — у прес-гранулятор, де деревне борошно стискують у гранули. Стискування під час пресування підвищує температуру матеріалу, лігнін, що міститься в деревині, розм'якшується і склеює частки у щільні циліндри. На виробництво однієї тонни гранул витрачається 4—5 кубометрів деревних відходів. Готові гранули охолоджують, пакують у стандартну упаковку 12—40 кг, Біг-беги (вагою 1 тонна) або доставляють споживачеві розсипом.

## Переваги та недоліки
Паливні гранули — екологічно чисте паливо із вмістом золи не більш 3%. При спалюванні гранул в атмосферу викидається рівно стільки СО2, скільки було поглинено рослиною під час зростання. Проте, якщо в місці зростання сировини довкілля містить токсини або радіоактивні речовини, то при спалюванні гранул ці речовини можуть бути викинуті в атмосферу. Так, через перевищення вмісту цезію 137 Італія повернула Литві близько 10 тисяч тонн біопалива. Гранули менш схильні до самозаймання, не містять пилу і спор, які можуть викликати алергічну реакцію у людей. Гранули відрізняються від звичайної деревини високою сухістю (8—12% вологи проти 30—50% у дровах) і більшою — приблизно в півтора рази — густиною. Ці якості забезпечують високу теплотворну здатність в порівнянні з тріскою або дровами — при згоранні тонни гранул виділяється приблизно 5 тис. кВт-год тепла, що у півтора рази більше, ніж у звичайних дров. Низька вологість — це не лише перевага гранул як палива, але і проблема їх виробництва. Сушка може виявитися однією з основних статей витрат при виробництві паливних матеріалів із відходів деревообробки. Крім того, залежно від виробництва, збір, сортування і очищення сировини також можуть спричинити додаткові витрати. Процес сушки важливо ретельно спланувати, що дозволить зменшити ризики, пов'язані з якістю готової продукції, її собівартістю і пожежонебезпечністю виробництва. Найкращим варіантом є виробництво біопалива з сухої стружки. Одна з найважливіших переваг гранул — висока і постійна насипна щільність, що дозволяє відносно легко транспортувати цей сипкий продукт на великі відстані. Завдяки правильній формі, невеликому розміру і однорідній консистенції продукту гранули можна пересипати через спеціальні рукави, що дозволяє автоматизувати процеси вантаження-розвантаження і також спалювання цього вигляду палива.

## Якість і стандарти
Якість і вигляд гранул залежать від сировини і технології виробництва. Деревні гранули з великим вмістом кори зазвичай мають темний колір, а гранули зі знекореної деревини — світлий. У процесі виробництва — наприклад, при сушці — гранули можуть трохи «підгоріти» і тоді вони з білих стають сірими, хоча це не завжди позначається на таких споживчих якостях гранул як теплотворна здатність, зольність, міцність і стираність, тобто утворення дрібного пилу при транспортуванні за рахунок тертя гранул одна об одну. У різних країнах прийняті різні стандарти виробництва паливних гранул.
У США діє Standard Regulations & Standards for Pellets in the US: The PFI (pellet). Стандартом дозволено виробництво гранул двох сортів: «Преміум» і «Стандарт». «Преміум» повинен містити не більше 1% золи, а «Стандарт» не більше 3%. «Преміум» може застосовуватися для опалювання будь-яких будівель. На сорт «Преміум» припадає близько 95% виробництва гранул у США. Сорт «Стандарт» містить більший об'єм кори або сільськогосподарських відходів. Стандарти визначають також щільність, розміри гранул, вологість, вміст пилу та інших речовин. У США паливні гранули не можуть бути більше 1/2 дюймів в довжину, діаметр гранул повинен бути в діапазоні від 1/3 дюйма до 5 1/16 дюйма.
У Німеччині на паливні гранули прийнятий стандарт DIN 51731. Довжина — не більше 5 см, діаметр — від 4 до 10 мм. Вологість не більше 12%, вміст пилу не більше 0,5%. Також діє і Din+ стандарт. В Австрії — стандарт ONORM М 7135.
Велика Британія — The British Biogen Code of Practice for biofuel (pellets).
Швейцарія — SN 166000.
Швеція — SS 187120.
В Україні — немає своїх стандартів, тому виробники в Україні в основному спираються на німецькі DIN 51731 і Din+.

## Використання
Деревні гранули високої якості (білі і сірі) використовують для опалювання житлових будинків шляхом спалювання в невеликих гранульних котлах, печах і камінах або твердопаливних котлах. Вони, як правило, бувають діаметром 6—8 мм і довжиною менше 50 мм. У Європі їх в основному продають у 16—20 кілограмових мішках. Попит на деревні брикети і гранули, устаткування для їх спалювання і виробництва зростає пропорційно цінам на такі традиційні види палива як нафту і газ. У деяких країнах Європи, зокрема у Швеції, де ринок альтернативних джерел енергії найрозвиненіший, гранулами опалюється до 2/3 житлових приміщень. Таке широке поширення пояснюється й екологічністю цього вигляду палива — при згоранні викиди CO2 дорівнюють поглинанню цього газу під час зростання дерева, а викиди NOx і летючих органічних компонентів значно понижені завдяки використанню сучасних технологій спалювання. Темні гранули з великим вмістом кори спалюють у котлах більшої потужності з метою здобуття тепла та електроенергії для населених пунктів і промислових підприємств. Темні гранули можуть бути більшого діаметра і їх продають навалом партіями від двох-трьох тисяч тонн і більше.

## Виробництво
Виробництво гранул у промислових масштабах почалось лише в листопаді 1982 року в м. Мора, хоча вперше деревні гранули для паливних цілей були запропоновані в 1970-х роках у Швеції, і в цей же час з'являються перші системи автоматичної подачі твердого палива для печей. Перші деревні гранули виготовлялись виключно із кори — їхня зольність становила від 2,5 до 17%, а у 1986 році внаслідок недосконалості виробництва і ряду проблем виробництво було закрито.
У США на початку 2008 року виробництвом паливних гранул зайнято понад 80 компаній. Вони виробляють близько 1,1 млн тонн гранул на рік. У 2008 році в США було продано близько 2 млн тонн гранул. Понад 600 тис. будівель обігріваються гранулами. Понад 20 компаній виробляють котли, печі, пальники тощо, обладнання для спалювання гранул. У Фінляндії в 2005 році домашній сектор спожив 70 тис. тонн гранул. Біопаливом обігрівалися близько 7 тис. будівель. «Дорожня Карта — 2010» у Фінляндії планує виробництво до 2010 року 1,1 млн тонн гранул. До 2020 року Китай має намір виробляти 50 млн тонн гранул щорічно. У 2005 році з Канади було експортовано 582,5 тис. тонн гранул. Усього в Канаді в 2008 році було вироблено близько 1,3 млн тонн. Заводи з виробництва гранул розташовуються головним чином на узбережжі. Заводи, розташовані на західному узбережжі Канади, виробляють гранули з м'яких сортів деревини: ялина, сосна. Заводи східного узбережжя виробляють гранули з твердих сортів: дуб, клен, вишня і ін. Всі гранули, що отримуються в Північній Америці, виробляються з висушених залишків відходів лісопереробного виробництва: деревна тирса, стружка, тріска. Всього два заводи додають у гранули деревну кору. Велика Британія планує до 2010 року довести використання паливних гранул до 600 тис. тонн. Найбільші виробники в країнах Євросоюзу в 2008 році: Швеція — 1,7 млн тонн, Німеччина — 900 тисяч тонн, Австрія — 800 тисяч тонн. У всьому світі виробництво склало 8-10 мільйонів тонн.